# Джузеппе Бертолуччі
Джузе́ппе Бертолу́ччі (італ. Juseppe Bertolucci; 27 лютого 1947, Парма — 16 червня 2012, Дізо) — італійський кінорежисер, драматург та письменник.

## Біографія
Син поета Аттіліо Бертолуччі й молодший брат Бернардо Бертолуччі. Свою роботу в кіно почав в ролі асистента останнього й продюсера у фільмі «Стратегія павука» (1970). Брав участь як співпостановник в створені середньометражного колективного фільму «Бідні вмирають раніше» (1971). Дебютував як режисер ігрового кіно телефільмом «Піти і прийти» (1972), на телебачення зняв документальний фільм «Абетка кіно» (1975) та художній «Якщо щастя поки що немає» (1976).
Один з авторів сценарію історичного епосу «Двадцяте століття» (1976) Бернардо Бертолуччі. В великому кіно його дебют відбувся, коли за мотивами п'єси в монологах, написаною їм в співавторстві з Роберто Беніньї і за участі останнього, самостійно поставив фільм «Берлінгуер, я тебе кохаю» (1977), політичну комедію про інфантильного люмпена, що мала значний резонанс.
Свою зрілість як режисер Бертолуччі підтвердив подальшими роботами — «Зниклі речі» (1979) і «Секрети, секрети» (1984), «Дивне життя» (1987), «Верблюди» (1988), «Недокохання» (1989), третьою новелою у фільмі «Особливо у неділі» (1991). В 1986 зняв картину «Весь Беніньї» с участю свого друга та однодумця. Працював на телебаченні — «Брудна білизна» (1980; фільм-розслідування під патронажем Італійської комуністичної партії), «Внутрішні ефекти» (1983), «Як і чому» (1987), «Життя як гра—2» (1992). Всі ці роки активно виступав як продюсер.
Помер Джузеппе Бертолуччі 16 червня 2012 року в Дізо, Італія.

## Праці
- 1969 — Стратегія павука, актор
- 1975 — Cinema According To Bertolucci, The / Making Of «1900», The виконавець, режисер
- 1976 — Двадцяте століття, сценарій
- 1977 — Berlinguer Ti Voglio Bene режисер, сценарій
- 1979 — Місяць сюжет
- 1980 — Oggetti Smarriti режисер, сценарій
- 1983 — Ти хвилюєш мене сценарій
- 1983 — Personal Effects режисер
- 1983 — Tutto Benigni режисер
- 1984 — L’addio A Enrico Berlinguer, режисер
- 1984 — Nothing Left To Do But Cry сценарій
- 1985 — Secrets Secrets режисер, сценарій
- 1987 — Strana La Vita режисер
- 1988 — Camels, The режисер, сценарій
- 1989 — Amori In Corso режисер, сценарій
- 1991 — Especially On Sunday режисер
- 1991 — Viaggiatore Cerimonioso, Il режисер
- 1994 — Troppo Sole / Women Alone режисер
- 1995 — Залишається тільки плакати сценарій
- 1996 — Pratone Del Casilino, Il режисер
- 1998 — Ferdinando (TV) режисер
- 1998 — Probably Love режисер, сценарій
- 1999 — Dolce Rumore Della Vita, Il режисер, сценарій
- 2001 — L’amore Probabilmente, режисер
- 2002 — Luparella режисер

## Силки
- Джузеппе Бертолуччі на сайті IMDb (англ.)
- La notizia della morte [Архівовано 26 січня 2020 у Wayback Machine.]
- Scheda nel Cinematografo.it [Архівовано 18 вересня 2012 у Wayback Machine.]
- Biografia
- Filmografia